# Glasbury

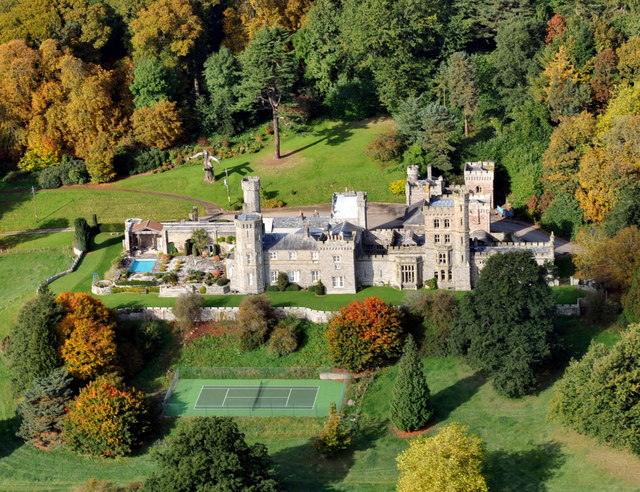
Il Maesllwch Castle, nei dintorni di Glasbury

Glasbury-on-Wye (in gallese: Y Clas-ar-Wy) o semplicemente Glasbury è un villaggio con status di comunità (community) del Galles sud-orientale, facente parte della contea di Powys e situato lungo il corso del fiume Wye , al confine con l'Inghilterra.
In passato la località era divisa in due parti, una appartenente alla contea del Brecknockshire, l'altra appartenente alla contea del Radnorshire.

## Geografia fisica
Glasbury si trova nella parte sud-orientale della contea di Powys, al confine con la contea inglese dello Herefordshire e con la contea gallese del Carmarthenshire e a circa metà strada tra Hay-on-Wye (Inghilterra) e Talgarth (Galles).

## Origini del nome
Il toponimo Glasbury deriva dal termine clas, che significa "centro religioso ".

## Storia

### Dalla fondazione ai giorni nostri
La località è menzionata nel 1056 come Clastbyrig.
Nell'XI secolo, fu combattuta nei dintorni della località una battaglia, nota come battaglia di Glasbury.
Nel 1090, dopo la conquista normanna, fu costruita una chiesa dedicata a San Pietro, in seguito abbandonata.
Un'altra chiesa, poi abbandonata, fu fondata nel XVII secolo lungo il fiume Wye..

## Monumenti e luoghi d'interesse

### Architetture religiose
- Chiesa di San Pietro (1838)[1]
- Chiesa di Ognissanti (1883)[1]

### Architetture civili

#### Maesllwch Castle
Nei dintorni di Glasbury, si trova il Maesllwch Castle o Maeslough Castle, risalente alla metà del XIX secolo.

## Economia

### Turismo
La località è una meta prediletta dagli amanti di sport acquatici, quali la canoa e il kayak.